# Landeswappen Hamburgs

Das kleine Staatswappen der Freien und Hansestadt Hamburg

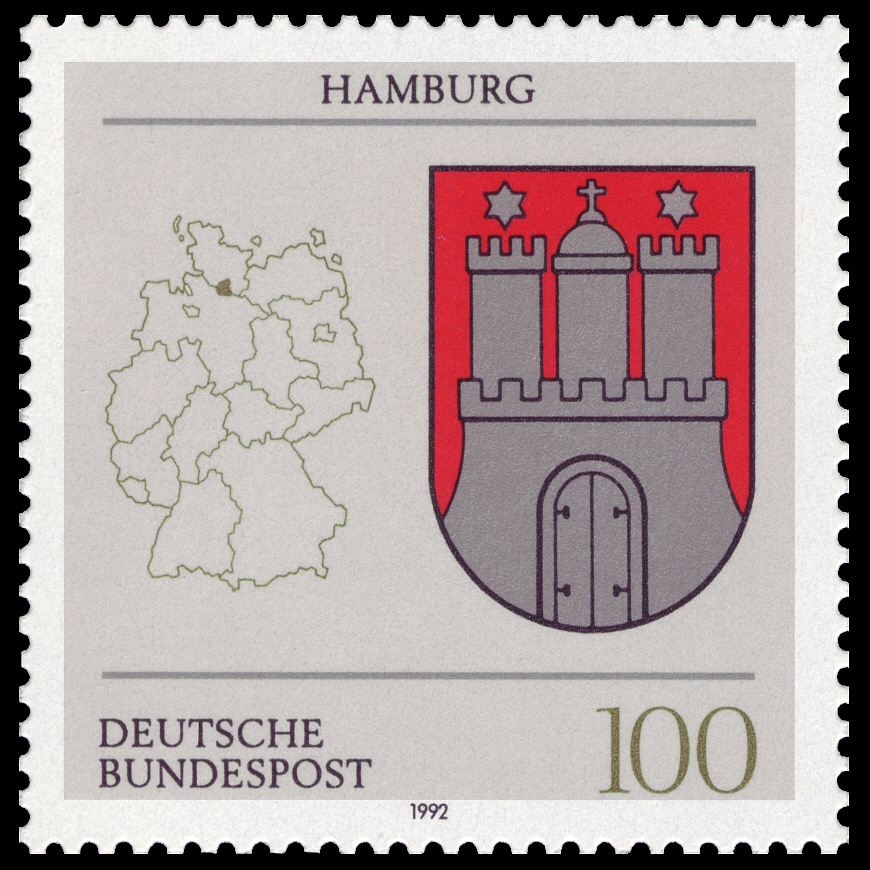
Briefmarke von 1992 aus der Serie Wappen der Länder der Bundesrepublik Deutschland

Die Freie und Hansestadt Hamburg hat drei Wappen, drei Flaggen, ein frei verwendbares Wappenzeichen („Symbol“), ein Logo und einen Stander.
Das Wappen des Landes (Stadtstaat), wie auch die Flagge und die Landesfarben weiß-rot sind in der Verfassung Hamburgs (Artikel 5) festgelegt. Nur die Landesflagge und das Wappenzeichen dürfen von jedem Bürger geführt und frei verwendet werden.
Das kleine Staatswappen, das auf das Stadtsiegel aus dem zwölften bis 13. Jahrhundert zurückzuführen ist, zeigt eine weiße Burg in rotem Schild. Der mittlere Turm mit dem Kreuz wird als Darstellung des mittelalterlichen Doms gedeutet, der als Mariendom der Schutzpatronin der Stadt gewidmet war. Als „Mariensterne“ gelten daher die zwei Sterne über den Seitentürmen. Die Burg wurde zunächst rot und der Fond weiß dargestellt. Die heutige Farbgestaltung wurde in einem Senatsbeschluss 1751 erstmals für die Flagge festgelegt. Auch die Gestaltung der Türme und des Tores in der Mitte variierte im Laufe der Zeit erheblich: Es war bald geschlossen, bald geöffnet; manchmal wurde es mit, dann wieder ohne Fallgitter dargestellt. In den Jahren 1834/1835 wurde die Darstellung von Tor und Türmen nach dem Vorbild der mittelalterlichen Siegel vom Senat vereinheitlicht und bis auf geringe Änderungen bis heute beibehalten. Zugleich setzte sich auch die heutige Farbgestaltung von Wappen und Flagge endgültig durch.

## Kleines Staatswappen
Das Wappenbild des kleinen Staatswappens, welches heute als Landeswappen und staatliches Hoheitszeichen von den hamburgischen Behörden und Anstalten des öffentlichen Rechts verwendet wird, ist in den wesentlichen Grundzügen seit Beginn unverändert.

### Entstehung und Stadtsiegel
Bereits im 12. Jahrhundert existierten in Norddeutschland verschiedene Hohlpfennige, die ein dreigetürmtes Gebäude zeigen und wahrscheinlich von den damaligen Stadtherren, den Erzbischöfen von Bremen und den Grafen von Schauenburg und Holstein geprägt wurden. So nimmt man an, dass einer dieser Hohlpfennige, bei dem der mittlere Turm mit Krone dargestellt wird, eine Prägung der Bischöfe ist und die Krone über dem Kirchturm die Stadtherrschaft über die Altstadt versinnbildlicht.
Noch vor der Verwendung jeglicher Wappen, aber nach zunehmender städtischer Eigenverwaltung durch die Bürger der Stadt, zeigt bereits der älteste erhaltene Siegelabdruck der Stadt (1241) die bekannte Burg mit einem Turm in der Mitte, dem Kreuz und zwei Sternen. Der Vergleich mit anderen Stadtsiegeln lässt die Vermutung zu, dass in der Mitte der Burg tatsächlich der Dom dargestellt ist, das Stadtsiegel also statt der erzbischöflichen Altstadt nun die im 13. Jahrhundert vereinigte Gesamtstadt darstellte. Ob die Burg oder Stadtmauer die Hammaburg (also ein „redendes Wappen“) oder eine der im 10. Jahrhundert entstandenen Burgen der Stadt (z. B. die Bischofsburg) oder die 1240 erneuerte und erweiterte Stadtbefestigung darstellt, ist nicht geklärt. Gemeinhin wird die Burg und Stadtmauer mit geschlossenem Tor als Ausdruck der Wehrhaftigkeit der Bürger interpretiert, nachdem die Grafen von Holstein die Wehrhoheit verloren hatten. Auch können die Mariensterne zunächst nur als Platzhalter gedient haben, bevor sie diese Deutung in Bezug auf die Schutzpatronin der Stadt und des Doms erhielten. Das dritte erhaltene Siegel ist als Hängesiegel auf einer am 15. März 1264 ausgestellten Urkunde, in der der Rat zu Hamburg den Kaufleuten Hannovers für Handelszwecke freies Geleit zu Hin- und Rückfahrt gewährt. Diese Urkunde ist in der Obhut Stadtarchivs Hannover mit der Signatur 1.AA.1.01 Nr. 10.

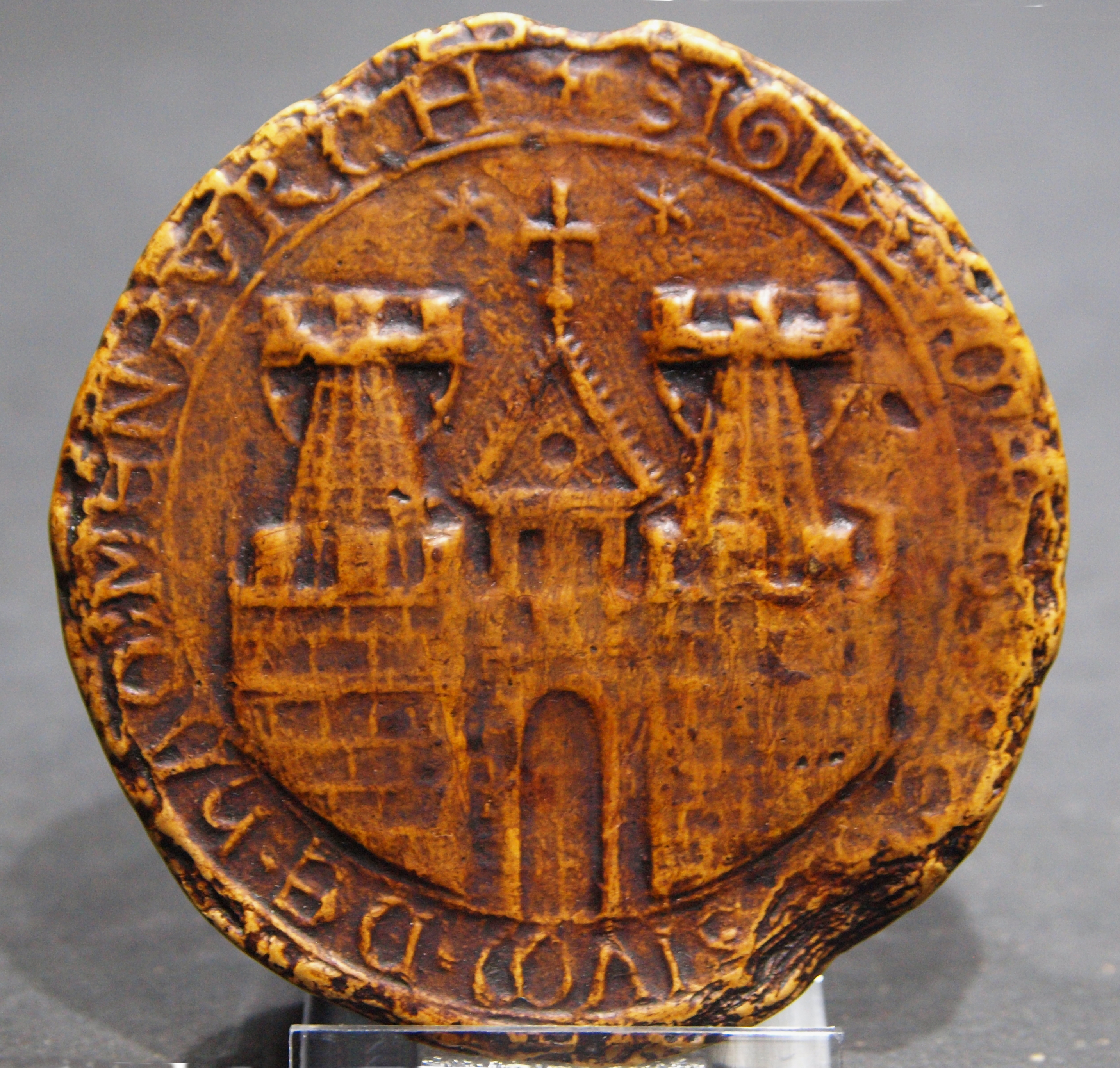
Abdruck des ersten bekannten Stadtsiegels von 1241 (Replik)
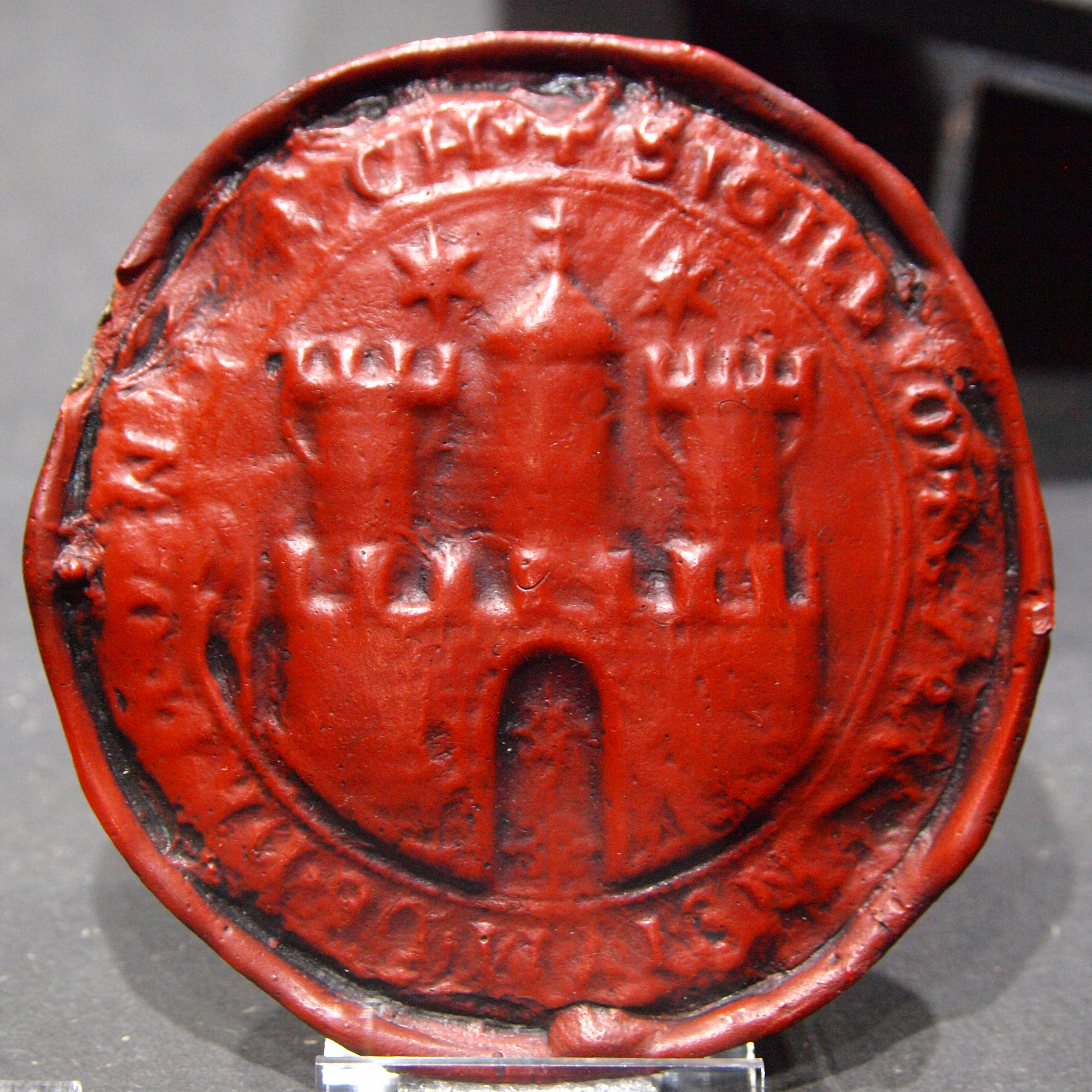
Abdruck des zweiten bekannten Stadtsiegels von 1253/55 (Replik)
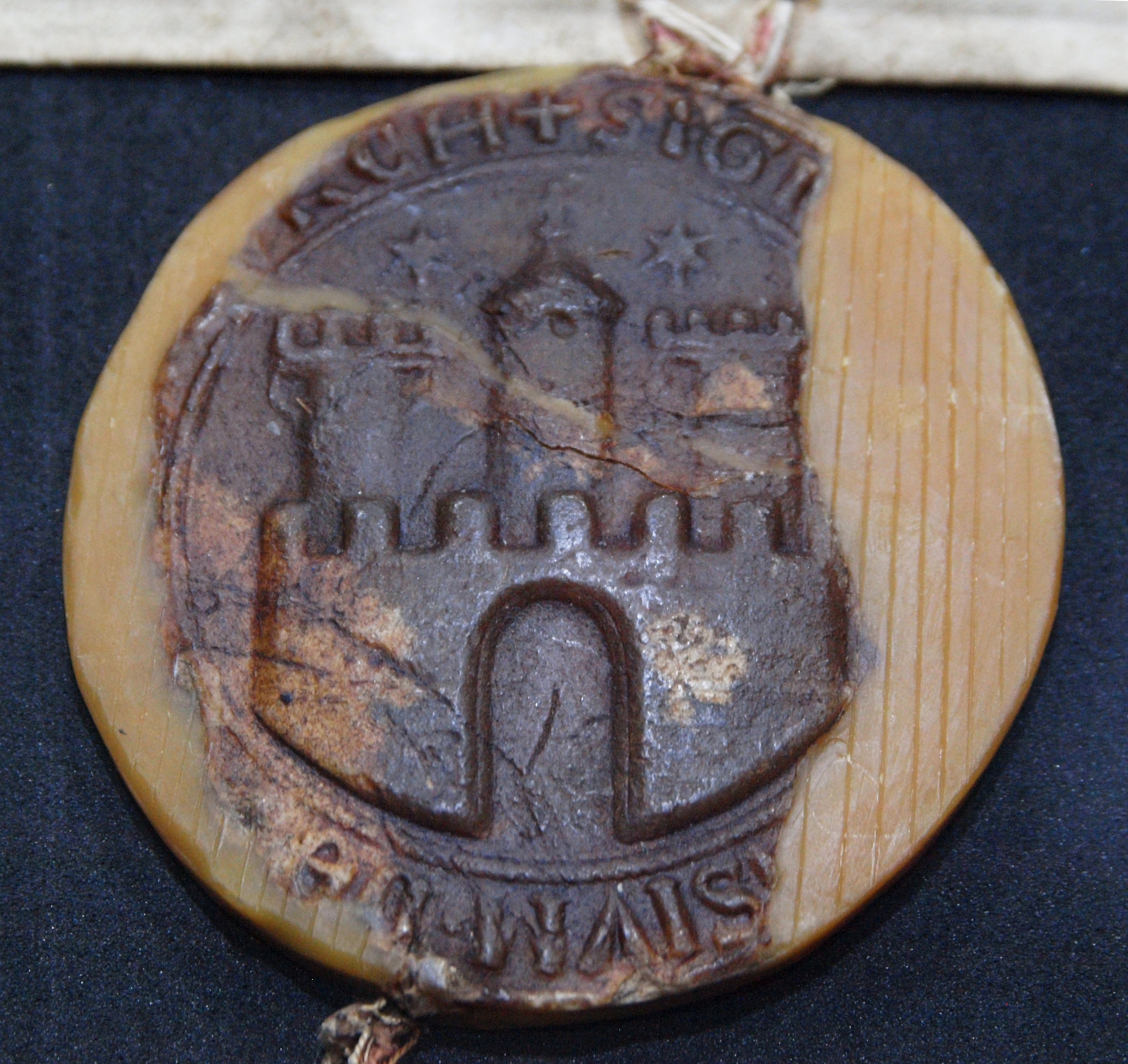
Teilrestaurierter Abdruck des dritten bekannten Stadtsiegels von 1264
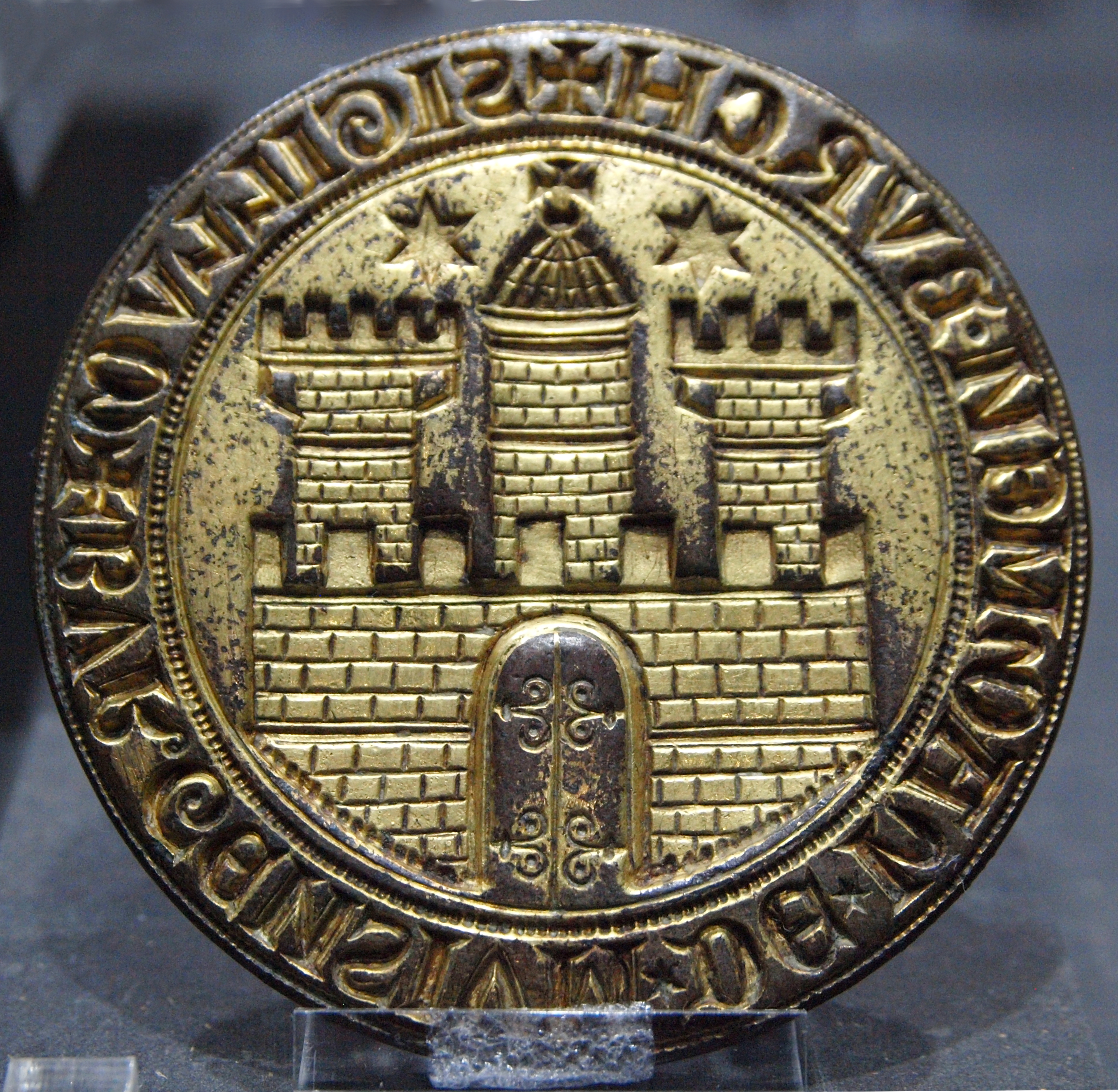
Das vierte bekannte Stadtsiegel von 1304 (Archäologisches Museum Hamburg)

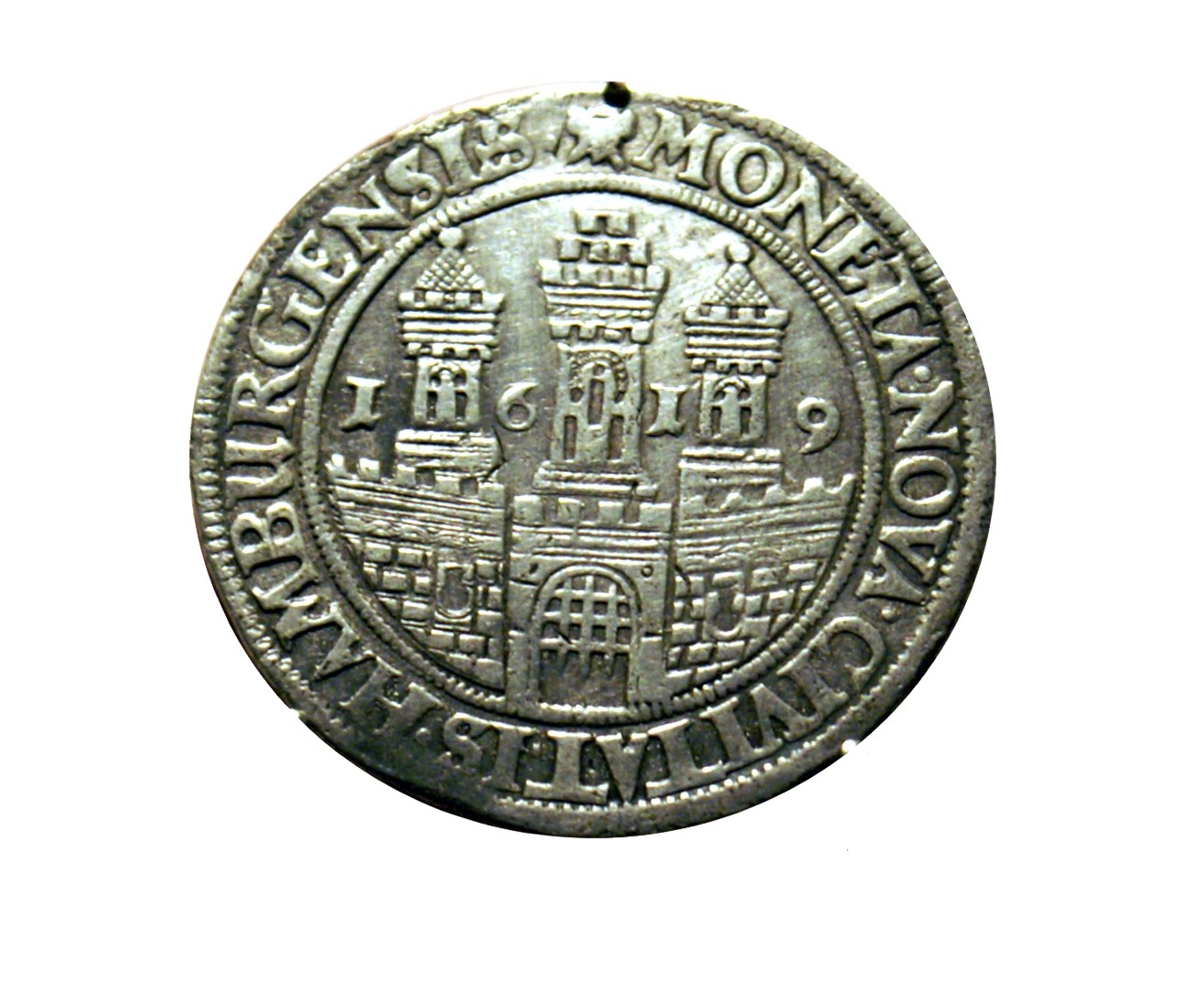
Wappen auf einer Hamburger Münze 1619

Das sogenannte vierte Stadtsiegel gleicht in seinen Grundzügen dem ältesten Siegel. Das Siegelfeld ist rund und misst 8,9 Zentimeter im Durchmesser, umrandet von einem Perlkranz. Die Umschrift des Siegels lautet: „+ Sigillum + Burgensium * de * Hammenburch“. Das Siegelbild zeigt die Burg mit einem verschlossenen Tor und drei Türmen. Der rechte Turm hat vier, der linke fünf Zinnen, der mittlere, schmalere Turm überragt die seitlichen mit seiner länglichen Kuppel, über der sich ein Kreuz erhebt. Über den beiden seitlichen Türmen schwebt je ein sechsstrahliger Stern. Dieses Siegel war für über ein halbes Jahrtausend sichtbares Symbol der Unabhängigkeit der selbstbestimmten Freien und Hansestadt Hamburg. Die älteste Urkunde, auf der sich ein Abdruck dieses vierten Siegels findet, stammt vom Weihnachtstag 1304 und regelt die Sicherung der Landstraße zwischen Hamburg und Lübeck.
Bis zum Jahr 1811 war das Siegel zur Beurkundung aller Verträge der Finanz- und Außenpolitik in Gebrauch. Das Typar des vierten Hamburgischen Stadtsiegels, aus Bronze gegossen und auf der Vorderseite feuervergoldet, ist heute nicht mehr im Besitz der Stadt. Es war mit anderen Wertgegenständen im Zweiten Weltkrieg in ein Salzbergwerk ausgelagert worden, verschwand und tauchte in den 1980er Jahren auf dem Kunstmarkt auf. Die Stadt verklagte die Erwerberin auf Herausgabe, unterlag jedoch in mehreren Prozessen. Im Jahr 2012 wurde das Typar durch das Kölner Auktionshaus Lempertz erneut in einer Auktion angeboten. Die Handelskammer Hamburg organisierte daraufhin zusammen mit dem Förderverein für Hamburgische Wirtschaftsgeschichte eine Rückholaktion: Die Hubertus Wald Stiftung und ein Konsortium von Hamburger Kaufleuten und Unternehmen übernahmen je zur Hälfte die Kosten für den Ankauf des Siegels. Seit 29. April 2013 ist das Stadtsiegel im Effektensaal der Handelskammer Hamburg in einer Vitrine für die Öffentlichkeit zu besichtigen. Dieses Siegel diente auch 1835 als Vorbild für ein neu anzufertigendes Stadtsiegel.
In den Jahrhunderten zuvor gab es verschiedenste Varianten des Stadtwappens. Das Tor war mal geöffnet oder eine Treppe führte zu ihm empor. Die Türme nahmen die unterschiedlichsten Gestalten an. Kreuz und Sterne wurden weggelassen oder bekamen einen Mond oder das Nesselblatt aus dem Wappen der Holsteiner Grafen hinzugestellt.

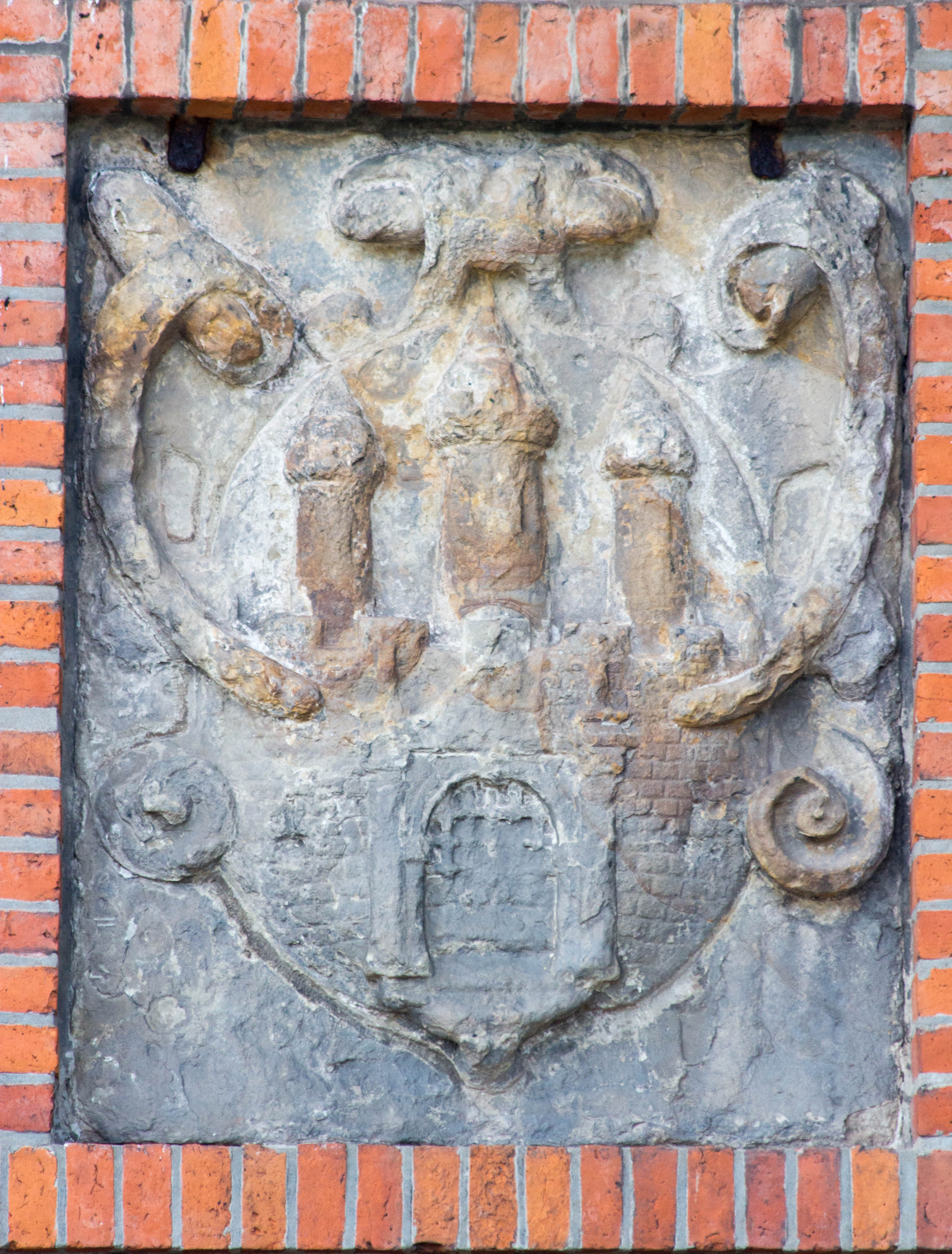
Wappen am Leuchtturm Neuwerk (1310)
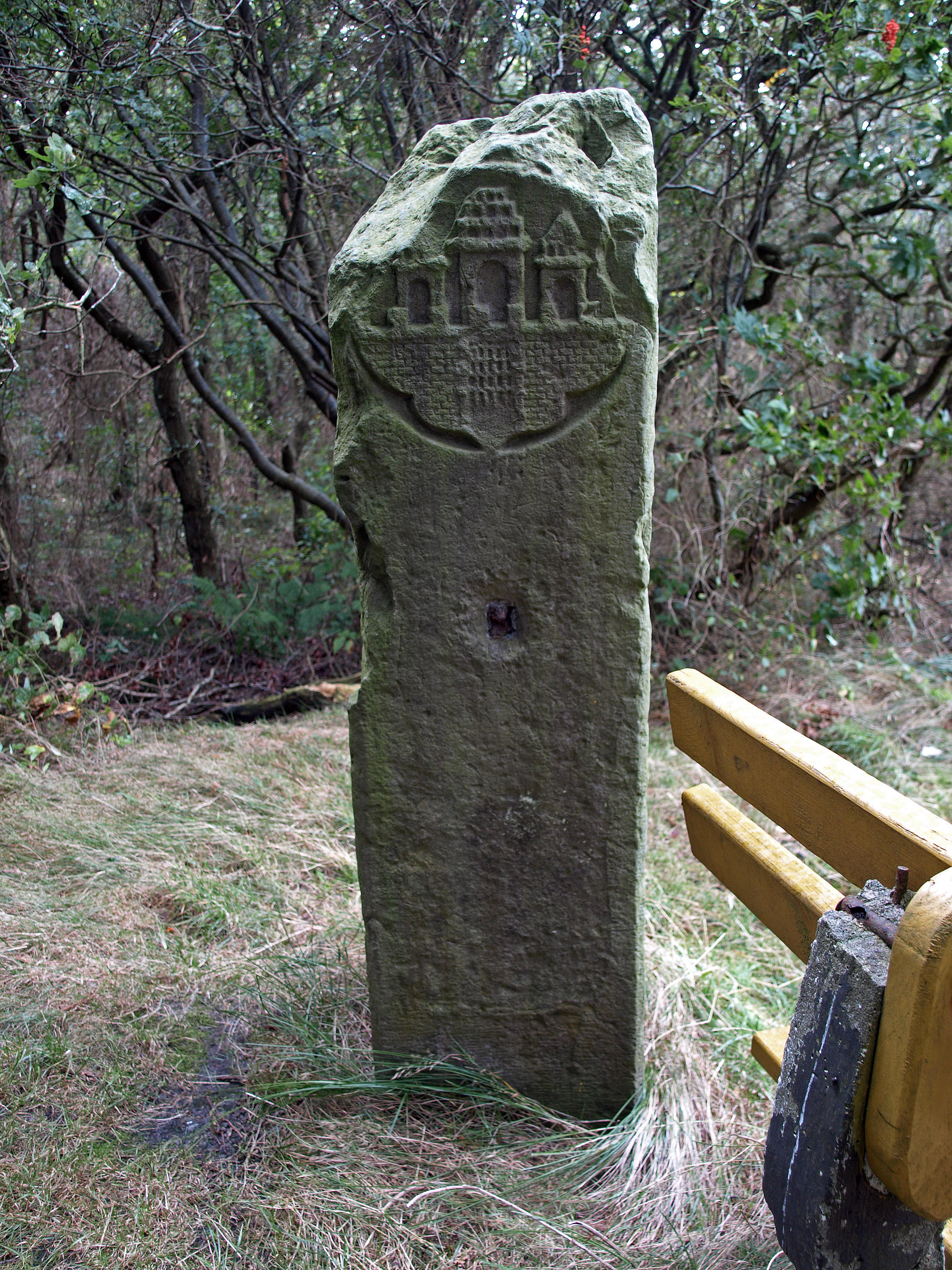
Grenzstein zwischen dem Land Wursten und dem Amt Ritzebüttel (1589)
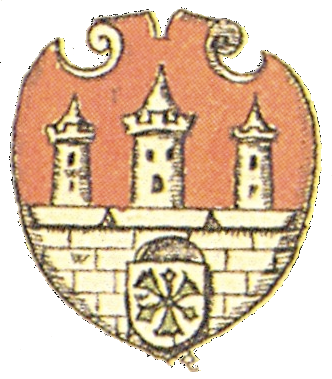
Hamburger Wappen mit Nesselblatt. Siebmachers Wappenbuch (1605)
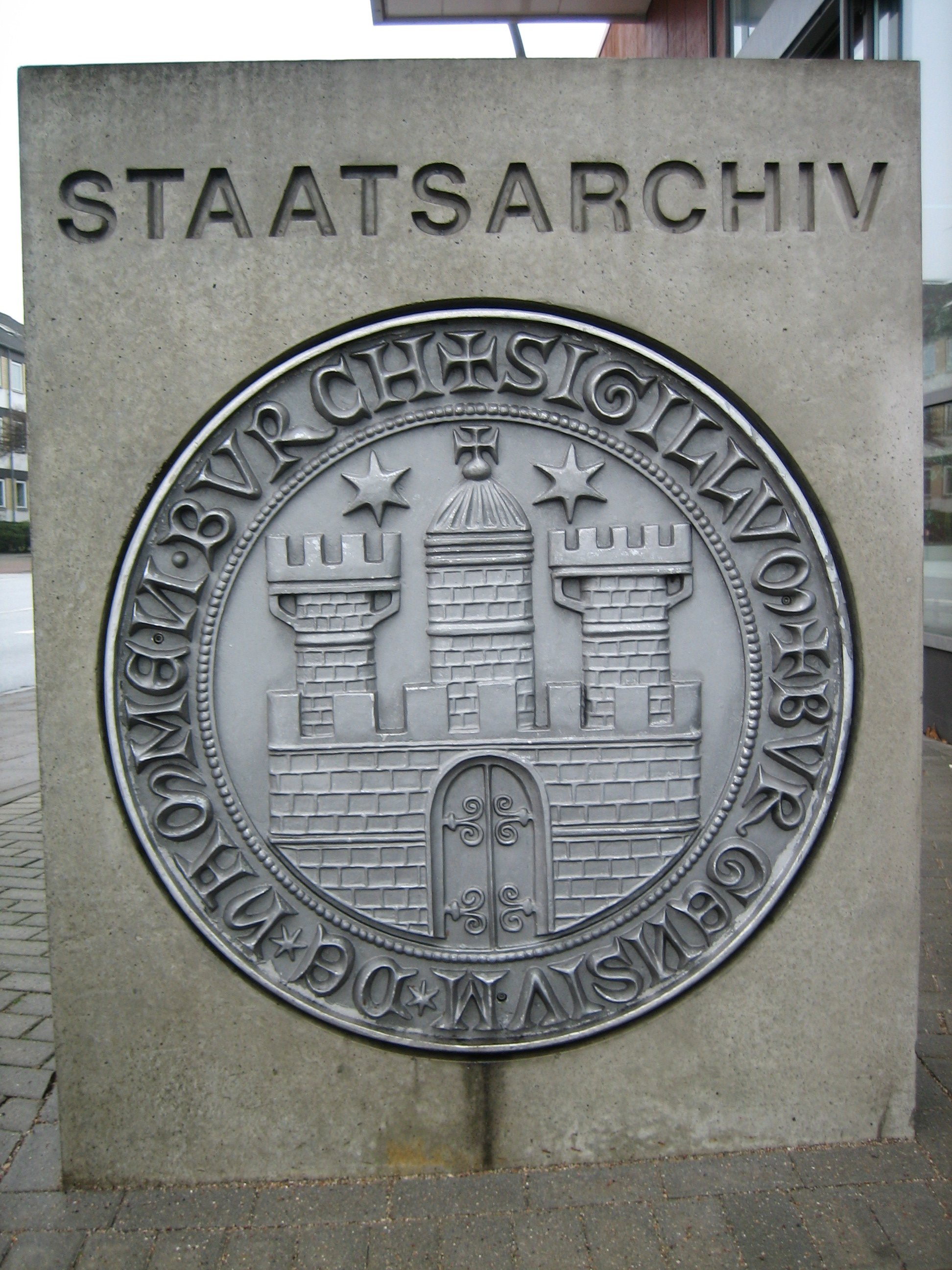
Das vierte Stadtsiegel am Eingang zum Staatsarchiv
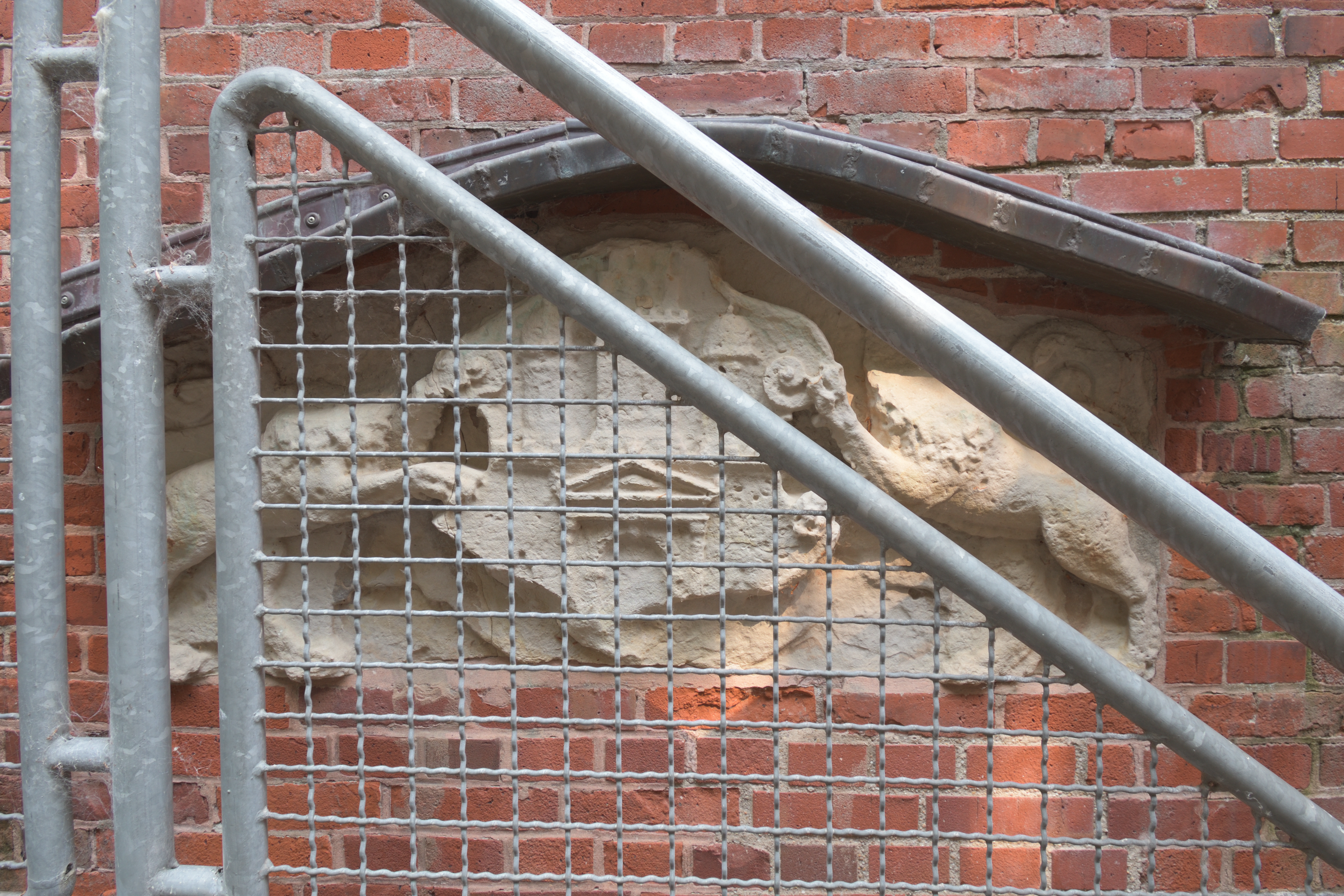
Wandrelief am Schloss Ritzebüttel Cuxhaven

Die ersten farbigen Darstellungen des Wappens im 15. Jahrhundert zeigen die Burg in rot auf weißem Schild. Diese Farbgebung, die die für Hamburg typische Bauweise in rotem Backstein aufnimmt, blieb durch die Jahrhunderte erhalten und taucht auf verschiedenen Abbildungen auf. Einige, vor allem außerhalb Hamburgs entstandene Wappendarstellungen, geben die Burg als weißes Gebäude wieder. Hingegen wurde die Burg in Hamburg selbst z. B. auf Uniformen des Stadtmilitärs oder den in der Elbe ausgelegten Tonnen nachweislich bis zum Beginn des 19. Jahrhunderts rot gezeichnet.
Erst seit 1835, nach den entsprechenden Senatsbeschlüssen zur Vereinheitlichung der Landesflagge, wird auch das Wappen offiziell in der heutigen, nun umgekehrten, Farbgebung dargestellt. Die Farben weiß-rot sind endgültig die Farben Hamburgs. Das Wappen wurde seitdem nur geringfügig geändert. Zuletzt erfolgte in den 1950er Jahren eine leichte Vereinfachung, bei der das angedeutete Mauerwerk wieder entfiel.
Das geschlossene Tor gab im 20. Jahrhundert auch Anlass zu Diskussionen, ob dies einer weltoffenen Stadt angemessen ist und nicht die Darstellung eines offenen Tores, wie im Wappen Altonas (seit 1937 Teil Hamburgs) zu finden, vorzuziehen wäre. Das 1998 entwickelte Hamburg-Logo nahm diesen Einwand auf. Die offenen Tore Altonas standen jedoch ursprünglich nicht für die Toleranz der Stadt, sondern für das Recht des Landesherren zum jederzeitigen Zutritt – ein Recht, das den jahrhundertelangen Bemühungen Hamburgs, seine Unabhängigkeit von fremder Herrschaft zu wahren, historisch nicht entspricht.

## Großes Staatswappen und Logo
Das große Staatswappen darf nur von der Bürgerschaft, vom Senat, dem Hamburgischen Verfassungsgericht, dem Hanseatischen Oberlandesgericht sowie dem Landgericht Hamburg geführt werden.
Es zeigt den roten Wappenschild mit weißer, bzw. silberfarbener Burg. Dieses wird von zwei aufgerichteten, wegsehenden, goldenen (oder gelben) Löwen gehalten, die auf einem Sockel stehen. Über dem Wappenschild ist ein Helm mit silbern-roter Helmdecke und -wulst, geschmückt mit drei Pfauenfedern und Lanzenfähnchen in Gestalt der Landesflagge dargestellt. Der Helm mit Federschmuck und Fähnlein (ursprünglich ebenfalls weiß mit roter Burg) taucht erstmals im 16. Jahrhundert auf und bildet das mittlere Wappen. Auch das große Wappen einschließlich der schildhaltenden Löwen entstand als Nachahmung fürstlicher Wappen vermutlich spätestens im 16. Jahrhundert. 1695 wird es erstmals auf Münzen verwendet. Die Darstellung des großen Staatswappen wurde zwischen 1952 und 1955 im Zusammenhang mit der Niederschrift der Verfassung der Freien und Hansestadt Hamburg unter Weglassung einiger Details vereinfacht. Die herausgestreckten Zungen der Löwen sind etwas drastischer dargestellt und aus ungeklärten Gründen wurde die Beinhaltung der Löwen vertauscht.
Darüber hinaus existiert das 1998 vom Designer Peter Schmidt entworfene Hamburg-Logo. Es zeigt als Wappenzeichen in Anlehnung an das Wappen eine rote Burg mit offenem Tor und darunter eine blaue Welle, welche die Dynamik der Stadt und des Hafens mit seiner maritimen Tradition symbolisiert. Das Logo soll der Stadt durch die Verwendung bei den befugten staatlichen Einrichtungen ein einheitliches Erscheinungsbild geben. Es ist zudem als Marke geschützt.

Großes Wappen der Freien und Hansestadt Hamburg, 1897
Mittleres Wappen der Freien und Hansestadt Hamburg
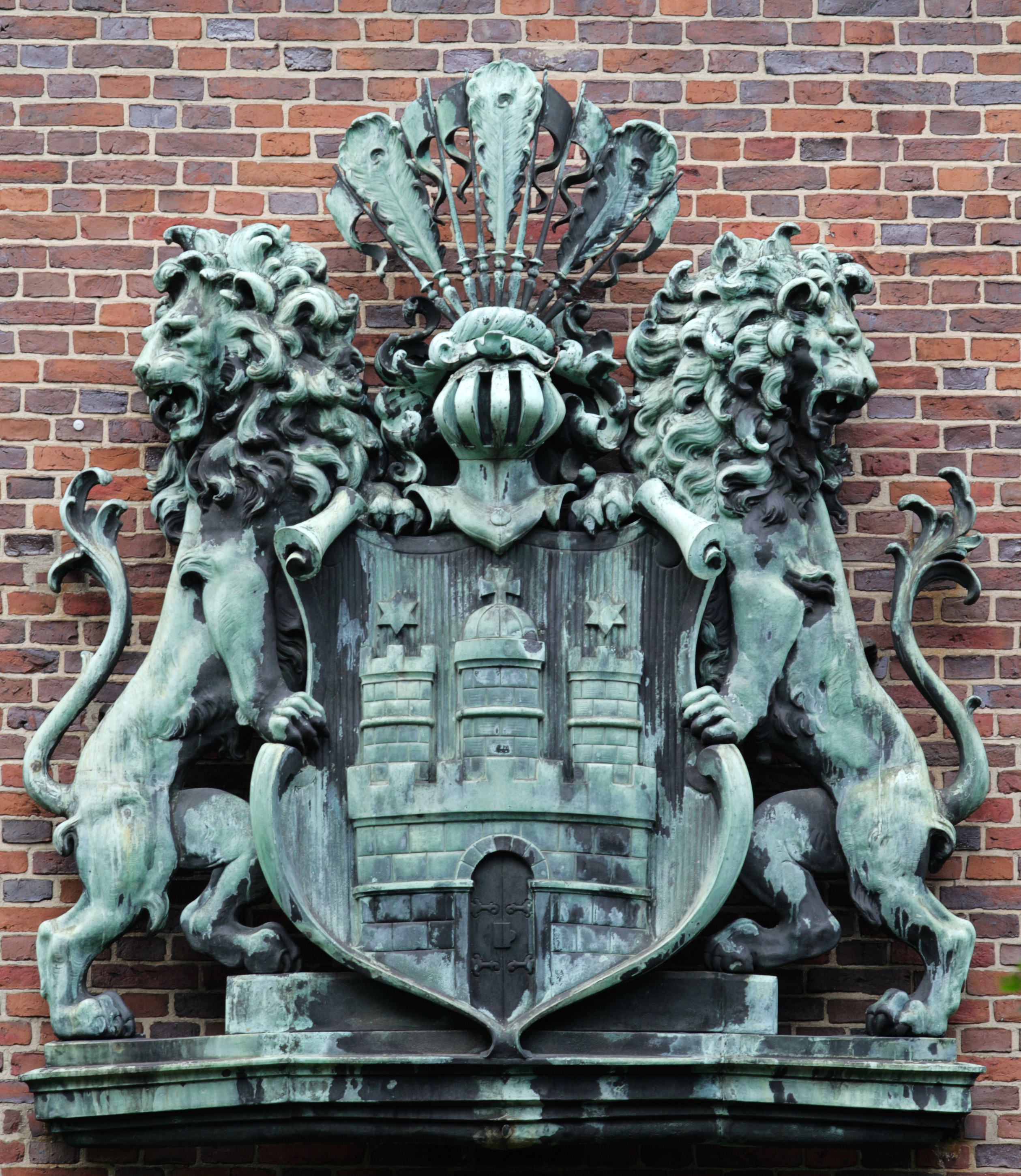
Großes Staatswappen über dem Eingang des Museums für Hamburgische Geschichte, erbaut 1914–1918
Das große Staatswappen nach 1950
Offizielles Logo der Freien und Hansestadt Hamburg

## Frei verwendbares Wappenzeichen: „Hamburg-Symbol“

Das frei verwendbare „Hamburg-Symbol“

Da die Landeswappen als Hoheitszeichen ausschließlich vom hamburgischen Staat und seinen dazu ermächtigten Einrichtungen geführt werden dürfen, gab der Senat die Entwicklung eines Wappenzeichens in Auftrag. Er kam damit dem Wunsch von Privatpersonen, Vereinen und Unternehmen nach, ihre Zugehörigkeit oder Verbundenheit zu „ihrem Land“ zu dokumentieren. Das von jedem frei verwendbare Hamburg-Symbol ist eine Abwandlung des kleinen Staatswappens, bei der die vereinfacht dargestellte Burg vollständig in der Mitte des Schildes zu sehen ist.
1946 hatte die Wochenzeitung Die Zeit das etwas veränderte große Staatswappen in ihren Kopf aufgenommen, was der damalige Hamburger Senat jedoch nicht dulden wollte bzw. konnte. Die beiden von Carl Otto Czeschka gezeichneten, bis zur Ausgabe Nr. 18 des Jahres 1946 verwendeten Varianten bekamen keine nachträgliche Genehmigung. Czeschka musste daraufhin die Kopfzeile ändern. Seit Nr. 19 zeigt sie (mit Erlaubnis des Bremer Bürgermeisters Wilhelm Kaisen) das Bremer Wappen.

## Flaggen

### Landesflagge

Landesflagge der Freien und Hansestadt Hamburg

Landesflagge der Freien und Hansestadt Hamburg (1685–1751)

Die Landesflagge, welche von den Bürgern frei verwendet werden darf, zeigt die weiße Burg des Wappens auf rotem Grund. Die Grundfarben entsprechen den Farben der Hanse (siehe auch: Hanseflaggen).

### Entstehung
Bereits 1270 schrieb das Stadtrecht vor, dass die Schiffe der Bürger einen roten Flügel (vlugher) führen sollen. Es ist damit das älteste bekannte Gesetz über die Führung von Flaggen auf Schiffen überhaupt. Bis zum Stadtrecht von 1605 wurde es mehrmals erneuert. Dieser Flügel oder spätere Wimpel wurde an den Mastspitzen des Schiffes geführt, und später auch teilweise durch Standarten oder Schilder an den Bordwänden mit dem Stadtwappen ergänzt. Schließlich fügte man auch das Wappen selbst, also die rote Burg auf weißem Schild, auf dem roten Flaggentuch ein. Im 17. Jahrhundert geht die Einheitlichkeit der Flaggenführung verloren und die rote Burg wird auf weißem Flaggentuch oder auf rotem Tuch eine weiße Burg dargestellt. Hinzu kamen verschieden blaue Varianten mit unterschiedlichsten Formen der Burg.
Ein 1727 von Senator Herman Langenbeck (1668–1729) verfasster seerechtlicher Kommentar zum Stadtrecht von 1605 stellte zumindest die alte Einheitlichkeit auf den Schiffen des hamburgischen Staates wieder her. So schreibt er: „Auf unseren Convoyen ist der Wimpel roht, wie auch die große Flagge von hinten, auch ist das Goßgen […] roht, und das Hamburger Wapen weiß, solte Silber seyn, im rohten Felde […]. In der Admiralitätsflagge ist das Wapen auf das Mittel eines Ankers gesetzet.“  Das Durcheinander in der Handelsflotte blieb jedoch bestehen. Am 14. Mai 1751 beschließt der Senat aus Anlass eines Friedens-, Handels- und Schifffahrtsvertrages mit Algier, dass die Bürger der Stadt „auf ihren Schiffen einen rothen Flüger und rothe Flagge mit einem weißen Stadtwappen zu führen gehalten sind“. Zudem wurde ein Muster auf einer Blechtafel gefertigt und an der Börse ausgestellt, welches nach einigen Einwänden nochmals geändert und im Juni 1751 genehmigt wurde. Doch auch dieser Beschluss wurde trotz angedrohter Strafen überwiegend ignoriert, da Kontorflaggen noch unbekannt waren und die Kaufleute und Reeder versuchten, sich durch Flaggenvarianten voneinander abzugrenzen. Während der Franzosenzeit in Hamburg, wurde die Flagge Frankreichs gehisst, der Hafen ohnehin durch die englische Blockade verschlossen.
1829 kam es zu erneuten Verhandlungen mit Algier und Marokko, während es seitens der Freien Hansestädte Hamburg, Lübeck und Bremen kurzzeitig Überlegungen zu einer gemeinsamen Handelsflagge gab. Mit Senatsbeschluss vom 19. Dezember 1829 wurde jedoch wieder die eigene Flagge festgelegt, die auf dem Muster von 1751 gründete. Da die Verhandlungen mit Algier und Marokko scheiterten, wurde die Flaggenfrage erst 1834, nach Anfragen von Russland und Holland über deren genaue Form, wieder aufgegriffen und schließlich mit dem bereits 1829 erstellten Muster per Senatsbeschluss am 6. Juni 1834 festgelegt. Im Gegensatz zu 1751 setzte sich diese Flagge überall durch. Lediglich bei der Feier des Auszugs aus dem alten Börsengebäude 1841 waren noch einmal vereinzelt weiße Flaggen mit roter Burg zu sehen.
Bis 1861 beruhte die Darstellung der Burg in der Flagge noch auf dem Muster von 1751, einer Burg mit offenem Tor und Fallgitter, mehreren Fenstern in den Türmen, ohne Kreuz und Stern. Sie entsprach damit nicht mehr dem Geschmack der Zeit, zumal zuvor bereits Wappen und Siegel als auch seit 1841 die Münzen der eigenen Währung (Courantmark) den mittelalterlichen Stadtsiegeln entlehnt waren. Der Senat beauftragte die Schiffahrts- und Hafendeputation mit einer „besseren Zeichnung“ und erhielt den Vorschlag für eine neue Admiralitätsflagge, die unter Wegfall des Ankers dann ebenfalls 1861 als Handelsflagge angenommen wurde.
Die Burg ähnelte nun auch dem Vorbild des alten Siegels und übernimmt dessen Kreuz und Sterne, welche auf allen bisherigen Flaggen nicht auftauchten. Sogar die unterschiedliche Anzahl von Zinnen auf beiden Türmen wurde zunächst nach Vorbild des Siegels aufgenommen. Die Farbe des Tuches wechselte zudem von Purpurrot wieder zu einem helleren rot, wie es bereits zur Zeit des roten Flügel verwendet wurde.
1894 gab der Senat nochmals eine neue Flaggentafel heraus, bei der die Burg schmaler und höher ausfällt und mit quaderförmig angedeutetem Mauerwerk mit Rundungen dargestellt ist. Das Mauerwerk fiel jedoch bei erneuter Überarbeitung in den 1950er Jahren wieder weg.

### Staatsflagge

Die Staatsflagge oder Senatsflagge

Die Staatsflagge (Senatsflagge) ist dem Senat als Staatsoberhaupt vorbehalten. Sie zeigt das große Staatswappen mit weißer Umrahmung auf rotem Grund. Sie wurde zur Einweihung des Hamburger Rathauses im Jahr 1897 geschaffen und wird bei Beflaggung am Rathaus aus der Laube gesetzt (am Turm über dem Balkon). Sie ist dort für die Zeit der Senatssitzungen zu sehen oder wird bei repräsentativen Anlässen auf Wasserfahrzeugen gesetzt, sofern Senatsmitglieder an Bord sind.

### Stander

Stander

Der Stander, eine auf schwarz-rot-goldenem Untergrund mittig angebrachte kleinere Staatsflagge, wird vom Ersten Bürgermeister und dem Bürgerschaftspräsidenten bei offiziellen Staatsbesuchen am Fahrzeug geführt.

### Beflaggungstage
Gemäß der Anordnung über Wappen, Flaggen und Siegel der Freien und Hansestadt Hamburg sind Dienststellen und sonstige Einrichtungen sowie juristische Personen, die unter der Aufsicht der Freien und Hansestadt stehen, an folgenden Tagen zu beflaggen:
- am Tag des Gedenkens an die Opfer des Nationalsozialismus (27. Januar)
- am Tag der Arbeit (1. Mai)
- am Überseetag (7. Mai)
- am Europatag (9. Mai)
- am Jahrestag der Verkündung des Grundgesetzes (23. Mai)
- am Jahrestag des 17. Juni 1953
- am Jahrestag des 20. Juli 1944
- am Tag der Deutschen Einheit (3. Oktober)
- am Volkstrauertag (zweiter Sonntag vor dem 1. Advent)
- am Tag der Wahlen zum Europäischen Parlament, zum Deutschen Bundestag oder zur Hamburgischen Bürgerschaft.

Am Tag des Gedenkens an die Opfer des Nationalsozialismus sowie am Volkstrauertag ist halbmast zu flaggen. Zudem wird das Rathaus am Rathausmarkt auch an Neujahr beflaggt.

## Admiralität

Admiralitätswappen

Admiralitätsflagge

Das Admiralitätswappen wird von staatlichen Wasserfahrzeugen geführt.
Die im Jahr 1624 gegründete Hamburgische Admiralität, der zunächst das Lotswesen sowie die Kriegs- und Konvoyschiffe unterstanden, besaß nachweislich spätestens 1642 ein eigenes Wappen, bestehend aus einem Anker belegt mit der dreitürmigen hamburgischen Burg. Abgesehen von kleinen Änderungen, insbesondere der jeweils zeittypischen Darstellung der Burg, besteht dieses Wappen bis heute fort.
Die Admiralitätsflagge wird ausschließlich von Behörden verwendet und auf Staatgebäuden gesetzt, die der Seeschifffahrt dienen.
Sie wird an den von Hamburg eingesetzten Wasserfahrzeugen am Göschstock geführt, sofern dies möglich ist.
1657 wurde laut Pilotenordnung (Lotsenordnung) das Admiralitätswappen erstmals auf die Flagge für bestimmte der Admiralität unterstellte Fahrzeuge übertragen.
Zur gleichen Zeit entstand auch eine Kriegsflagge, die jedoch im 18. Jahrhundert wieder verschwand und von der keine Abbildungen nachgewiesen sind. Im 18. Jahrhundert wurden schließlich sämtliche Staatsschiffe ausschließlich mit der Admiralitätsflagge (noch mit schwarzem Anker) beflaggt.